# Douglas Hodge
Douglas Hodge (* 25. Februar 1960 in Plymouth, England) ist ein britischer Film- und Theaterschauspieler, Regisseur und Musiker.

## Leben
Douglas Hodge ist seit Ende der 1980er Jahre als Schauspieler in britischen Film- und Fernsehproduktionen aktiv, parallel dazu ist er ein gefragter Theaterschauspieler und -regisseur.
1996 gab er mit dem Fernsehfilm Forest People sein Debüt als Regisseur und Drehbuchautor. 2003 folgte mit Victoria Station ein Kurzfilm.
2005 veröffentlichte er unter dem Pseudonym Doug Hodge das Musikalbum Cowley Road Songs, dessen Lieder er selbst schrieb.
2010 erhielt Hodge einen Tony Award als bester Hauptdarsteller in einem Musical für seine Rolle in dem Musical La Cage aux Folles.
2012 hatte er eine Hauptrolle in der BBC-Serie One Night sowie Auftritte in der Krimi-Miniserie Secret State und der von ITV produzierten Serie The Town.
Oliver Hirschbiegel besetzte ihn 2013 in seinem biografischen Drama Diana in der Rolle des Paul Burrell. Im Juni 2013 übernahm er die Rolle des Willy Wonka in dem West-End-Musical Charlie and the Chocolate Factory.
Hodge war von 1977 bis 2012 mit der Schauspielerin Tessa Peake-Jones liiert, das Paar hat zwei Kinder.

## Filmografie (Auswahl)
- 1988: Salomes letzter Tanz (Salomes Last Dance)
- 1989: Death and Desire
- 1991: Buddy’s Song
- 1992: Verhängnisvolles Erbe (A Fatal Inversion, Fernsehserie)
- 1993: Der Prozeß (The Trial)
- 1995: Saigon Baby
- 1996: The Unsaid – Lautlose Schreie (The Unsaid)
- 2003–2004: Red Cap (Fernsehserie)
- 2005: Spooks – Im Visier des MI5 (Spooks, Fernsehserie, Gastauftritt)
- 2009: The Descent 2 – Die Jagd geht weiter (The Descent Part 2)
- 2010: Robin Hood
- 2012: One Night (Fernsehserie)
- 2012: Secret State (Fernsehserie)
- 2012: The Town (Fernsehserie)
- 2013: Legends of Oz: Dorothy’s Return (Stimme)
- 2013: Diana
- 2015–2016: Penny Dreadful (Fernsehserie)
- 2016: The Night Manager (Fernsehserie, fünf Episoden)
- 2017: Tulpenfieber (Tulip Fever)
- 2017: Black Mirror (Fernsehserie, Folge 4x06)
- 2017: Kommissar Maigret: Die Tänzerin und die Gräfin (Maigret in Montmartre, Fernsehfilm)
- 2018: Red Sparrow
- 2018: Beirut
- 2018: Jonathan
- 2019: The Report
- 2019: Joker
- 2019: Gemini Man
- 2020: The Devil All the Time
- 2020–2023: The Great (Fernsehserie)
- 2024: We Live in Time

## Auszeichnungen
- 2010: Tony Award/Bester Hauptdarsteller in einem Musical